# Carl Hostmann
Carl Hostmann (* 16. Januar 1799 in Hildesheim; † 21. Januar 1858 bei Celle) war ein deutscher Bankier und Unternehmer in Celle.  

## Leben
Carl Hostmann war der Sohn von Friedrich Andreas Hostmann (31. Mai 1748 – 28. November 1809) und dessen erster Frau, Sophia Catharina Sinn (14. August 1764–1800). Seine Mutter starb an den Folgen der Geburt seiner Schwester Christiana. Hostmanns Großvater, Christian Conrad Hostmann (1715 – 7. April 1781) war Bürgermeister von Hildesheim.
1823 beteiligten sich die Bankiers Carl und Christian Hostmann – sein Halbbruder aus der zweiten Ehe des Vaters mit Christiana Bock (1760 – 29. Juni 1823) – an der erweiterten Druckerschwärze-Fabrik des Drogisten Johann Ernst Holste in Celle (ab 1902: Hostmann-Steinberg). 1832, beim Bau des Hadelner Kanals, vergaben sie Anleihen an die Kanalinteressenten. Um 1841 erhielt Friedrich Christian Deig (* 1808 in Barbis) von Christian Hostmann das Kapital für seine Zündholzfabrik.
1853 schürften Carl Hostmann und der aus Linden stammende Unternehmer Fritz Hurtzig in Oberg (heute ein Ortsteil von Ilsede) nach Kohle. Sie beantragten bei der Regierung in Braunschweig und Hannover das Recht auf Bergbau für die Gemeinden Adenstedt, Klein- und Groß Bülten, Gadenstedt, Münstedt, Schmedenstedt und Groß Ilsede. Die erblichen Konzessionen erhielten sie im Dezember 1856.
Die zunächst vorgesehene Firma der geplanten Aktiengesellschaft, Welfen Berg- und Hütten-Gesellschaft, wurde vom welfischen Königshaus abgelehnt, stattdessen hieß sie Bergbau- und Hütten-Gesellschaft zu Peine. Es waren sechs Hochöfen, Schmelz-, Puddel-, Walz-, Gießerei- und Maschinenwerke geplant. Das Grundkapital von 5,0 Millionen Talern war im Frühjahr 1857 auf 334.000 Taler eingezahlt und ein belgisches Unternehmen begann in Groß Ilsede mit der Errichtung des Hüttenwerks. Die Platzierung der Aktien erwies sich jedoch als schwierig. Da die Gelder nicht ausreichten, mussten Anfang 1858 die Bauarbeiten eingestellt werden und Carl Hostmann ging in den Freitod. Insolvenzverwalter über seinen Nachlass wurde der Rechtsanwalt Friedrich Meyersburg in Celle. Den Hüttenbetrieb in Peine baute sein Schwiegersohn Carl Haarmann nach dem Tod von Hostmann als Ilseder Hütte neu auf. Haarmann hatte Anna Hostmann (27. April 1830 – 4. Januar 1893) geheiratet, die Tochter Hostmanns aus der Ehe mit Marianne (Johanna Catharina Maria) Habich (1802–1878). 
1856 kaufte die Hannoversche Bergwerksgesellschaft Hostmann & Co. AG die Berechtsame für die Zeche Hannover, die in den Jahren 1857–1858 errichtet wurde. Lang andauernde Probleme mit eindringendem Grundwasser verhinderten jedoch eine gewinnbringende Kohlenförderung und verlangten gleichzeitig hohe Investitionen. 1860 verkaufte man die Zeche wieder. Noch bevor die Zeche 1870 erstmals Gewinn abwarf, wechselte sie mehrfach den Besitzer, bis Alfred Krupp sie 1872 erwarb.